# 283-й гвардейский мотострелковый полк
283-й гвардейский мотострелковый Берлинский Краснознамённый, ордена Богдана Хмельницкого полк (283 мсп, в/ч 83058, с 1993 года в/ч № 83590) — тактическое формирование Сухопутных войск СССР.

## История
283-й полк ведёт историю от сформированной в городе Аткарск, в период с 10 сентября по 16 октября 1942 года, 143-й стрелковой бригады 2-го формирования. За отличия в Сталинградской битве, приказом Народного комиссара обороны СССР № 103 от 1 марта 1943 года 143-я стрелковая бригада была переформирована в 14-ю гвардейскую стрелковую бригаду. На основании приказа заместителя НКО СССР № ОР/2/997 от 19 апреля 1943 года, при формировании 94-й гвардейской стрелковой дивизии, на базе 1-го, 2-го и 3-го стрелковых батальонов 14-й отдельной гвардейской стрелковой бригады был сформирован 283-й гвардейский стрелковый полк по штату № 04/501.
В 1957 году 283-й гвардейский стрелковый полк переформирован в мотострелковый.
На момент распада СССР полк находился в составе 21-й мотострелковой дивизии в г. Хагенов в ГДР. Вооружение и военная техника (ВВТ) полка составляли: 31 Т-80, 148 БТР (142 БТР-70, 6 БТР-60), 10 БМП (6 БМП-1, 4 БРМ-1К), 18 САУ 2С1, 12 миномётов 2С12, 5 командно-штабных машин БМП-1КШ.
В 1992 году выведенный с территории Германии 283-й гвардейский мотострелковый Берлинский Краснознамённый, ордена Богдана Хмельницкого полк вошёл в состав 2-й гв. мотострелковой дивизии.
На 2007 год 283-й гвардейский мотострелковый полк располагался в пгт Калининец, имел численность 553 человека и следующее вооружение: 30 — Т-80, 65 — БТР-80, 1 — БМП-2, 5 — БРМ-1К, 23 — 2С3 «Акация», 3 — ПРП-4, 1 — Р-145БМ.
В 2009 году полк расформирован в ходе реформы Вооружённых сил Российской Федерации.

## Награды и почётные наименования
| Награда (наименование)                | Дата награждения                                                                                  | За что получена |
| ------------------------------------- | ------------------------------------------------------------------------------------------------- | --- |
| Почётное звание «Гвардейский»         | присвоено приказом заместителя Народного комиссара обороны СССР № ОР/2/997 от 19 апреля 1943 года | при формировании |
| Почётное наименование «Берлинский»    | присвоено приказом Верховного главнокомандующего № 0111 от 11 июня 1945 года                      | за отличия в боях за при овладении столицей Германии городом Берлин |
| Орден Красного Знамени                | награждён указом Президиума Верховного Совета СССР от 19 февраля 1945 года                        | за образцовое выполнение, заданий командования в боях с немецкими захватчиками при прорыве обороны немцев южнее Варшавы и проявленные при этом доблесть и мужество                                  |
| Орден Богдана Хмельницкого II степени | награждён указом Президиума Верховного Совета СССР от 7 сентября 1944 года                        | за образцовое выполнение заданий командования в боях с немецкими захватчиками при прорыве обороны противника южнее Бендеры, за овладение городом Кишинёв и проявленные при этом доблесть и мужество |